# Ферид Мурад
Ферид Мурад (енгл. Ferid Murad; Вајтинг, 14. септембар 1936 — Менло Парк, 4. септембар 2023) био је амерички лекар и фармаколог и ко-добитник Нобелове награде за физиологију или медицину 1998. године.

## Живот
Рођен је у Вајтингу, Индијани. Отац му је албански имигрант из Гостивара, Северне Македоније. Ферид Мурад одгајан је као хришћанин.
Ожењен је Карол Мурад са којом има петоро деце и девет унучади. Дипломирао је хемију 1958. године. Доктор наука и фармакологије је од 1965. године. Био је студент првог експлицитног програма доктора наука који ће касније довести до развоја престижног програма обуке медицинских научника. Био је приправник интерне медицине у општој болници Масачусетс (1965—66), резидент интерне медицине (1966—67), клинички сарадник и старији асистент хирурга јавне здравствене службе, Националног института за срце и плућа (1967—69) и виши стручни сарадник (1969—70). Придружио се Универзитету Вирџиније, где је постао ванредни професор за интерну медицину и фармакологију, 1970. године, пре него што је постао редовни професор 1975. године. Од 1971—81. био је директор клиничког истраживачког центра, директор одељења клиничке фармакологије, одељења интерне медицине, медицинске школе УВА (1973—81). Прешао је на Универзитет Станфорд 1981. године. Године 1988. био је члан америчког кардиолошког удружења, прималац награде Циба. Напустио је службу у Станфорду 1988. године и прешао у Абот лабораторију, где је обављао функцију потпредседника фармацеутских открића све док није основао сопствену биотехнолошку компанију Molecular Geriatrics Corporation 1993. године. Придружио се медицинском факултету у Тексасу, у Хјустону, како би отворио ново одељење интегративне биологије, фармакологије и физиологије 1997. године. Тамо је био председник интегративне биологије и фармакологије, професор и директор емеритуса, института за молекуларну медицину за превенцију болести, а касније и професор на институту за молекуларну медицину из Фондације Бровн. У априлу 2011. године прешао је на Универзитет Џорџ Вашингтон као професор на одељењу за биохемију и молекуларну биологију.
Његово главно истраживање показало је да нитроглицерин и сродни лекови делују ослобађањем азот-моноксида у тело, који опушта глатке мишиће. Недостале кораке у процесу сигнализације дефинисали су Роберт Ф. Ферчгот и Луис Игнаро, са Универзитета Калифорније. Сва тројца су добитници Нобелове награде за физиологију или медицину 1998. годину (Мурад и Ферчгот добитници су и Ласкерове награде за базична истраживања у медицини 1996. и награде Златна плоча 1999). Мурад је члан Националне академије наука.
Године 2015. потписао је Мајнауску декларацију о климатским променама 2015, коју је укупно 76 добитника Нобелове награде потписало и уручена је тадашњем председнику француске републике Франсоу Оланду, као део успешне конференције Уједињених нација o климатским променама у Паризу.